# L'Alqueria de la Comtessa
L'Alqueria de la Comtessa är en ort i Spanien.   Den ligger i provinsen Província de València och regionen Valencia, i den östra delen av landet, 300 km sydost om huvudstaden Madrid. L'Alqueria de la Comtessa ligger 21 meter över havet och antalet invånare är 1 462.
Terrängen runt L'Alqueria de la Comtessa är platt åt nordost, men åt sydväst är den kuperad. Havet är nära L'Alqueria de la Comtessa åt nordost.Runt L'Alqueria de la Comtessa är det ganska tätbefolkat, med 166 invånare per kvadratkilometer. Närmaste större samhälle är Oliva, 3,0 km sydost om L'Alqueria de la Comtessa. 